# Ситченко Анатолій Люціанович
Ситченко Анатолій Люціанович (нар. 1950) — доктор педагогічних наук(2005 р.), професор (2006), заслужений діяч науки і техніки України(2013 р.), проректор із науково-педагогічної роботи Миколаївського національного університету імені В. О.  Сухомлинського.

## Життєпис
Народився в 1950 р. в Ярославській області (РФ). Дитинство пройшло у с. Добра Криниця Баштанського району, на Миколаївщині, де 1965 р. закінчив восьмирічну школу.
Випускник Миколаївського державного педагогічного інституту(1971 р.); у тому ж році почав працювати вчителем української мови і літератури Чорноморської восьмирічної школи Очаківського району .

## Трудова діяльність
Викладацьку роботу на кафедрі української літератури МДПІ розпочав у 1980 р., маючи за плечима майже десятирічний досвід учителювання та методичної діяльності — у школах м. Миколаєва та в обласному інституті удосконалення вчителів.
Закінчив аспірантуру Інституту педагогіки України (1987 р.), успішно захистив кандидатську дисертацію (1988 р.) під науковим керівництвом академіка АПН СРСР О. Р. Мазуркевича зі спеціальності 13.00.02 — теорія і методика навчання (українська література). Працював заступником декана філологічного факультету МДПІ (1987—1990 рр.); 1997 р. очолив цей факультет.
1998 р. заснував факультет української філології, який очолював до 2003 р. Далі — завідувач кафедри теорії літератури і методики її викладання МДУ імені В. О. Сухомлинського, а з 2005 р. знову декан факультету, який згодом дістав назву філології та журналістики.
Із 2011 р. — на посаді проректора із науково-педагогічної роботи. Досліджує проблеми вивчення літератури в школі. Очолював спеціалізовану вчену раду МНУ імені В. О. Сухомлинського по захисту кандидатських дисертацій зі спеціальності 13.00.07 — теорія і методика виховання (2009—2011 рр.); із 2015 р. член спеціалізованої вченої ради МНУ імені В. О.  Сухомлинського по захисту кандидатських дисертацій зі спеціальності 13.00.02 — теорія і методика навчання (українська література).
Два роки (2006—2008 рр.) був членом спеціалізованої вченої ради Херсонського державного університету по захисту кандидатських дисертацій за спеціальності 13.00.02 — теорія і методика навчання (українська мова), три роки(2006—2009 рр.) — у складі спеціалізованої вченої ради Національного педагогічного університету імені М. П. Драгоманова  по захисту докторських дисертацій зі спеціальності 13.00.02 — теорія і методика навчання (українська та російська мови, українська та зарубіжна літератури). Керує аспірантами та здобувачами наукового ступеня кандидата педагогічних наук зі спеціальності 13.00.02 — теорія і методика навчання (українська та російська мова, українська та зарубіжна літератури).
Підготував чотирьох кандидатів педагогічних наук. Неодноразово залучався офіційним опонентом дисертаційних досліджень на здобуття наукового ступеня кандидата педагогічних наук зі спеціальності 13.00.02 — теорія і методика навчання (українська література).
Є визнаним лідером у галузі технологізованого навчання літератури, формування читацьких умінь та аналізу художнього твору в школі. Викладає теорію і методику літератури, керує педагогічною практикою студентів, їх курсовими і дипломними роботами. 15 років керував роботою літературознавчого гуртка Малої академії наук. Спільно з Миколаївським обласним інститутом післядипломної педагогічної освіти та за участю Міністерства освіти і науки України й АПН України організував і провів усеукраїнський науково-методичний семінар з проблем технологізованого навчання української мови і літератури (2004 р.) та Всеукраїнську конференцію з питань підготовки майбутнього вчителя-словесника (2007 р.). Проводив постійно діючий семінар для вчителів української літератури м. Миколаєва з питань літературного аналізу (2004—2005 рр.). Доклав багато зусиль до заснування в м. Миколаєві профільного ліцею «Педагог» (1996 р.).

## Науковий вклад
Анатолій Люціанович автор понад 130 наукових та науково-методичних праць, із яких одна монографія «Навчально-технологічна концепція літературного аналізу» (2004 р.) та вісім навчальних посібників для вчителів:
- «Від героя до автора» (1993 р.)
- «Вивчення зарубіжної літературної казки у 5-у класі» (У співав. Гриф МОН України, 1996 р.)
- «Освітні технології» (У співав. Гриф МОН України. 2001 р.)
- «Ми є. Були. І будем ми!» (У співав. 2003 р.)
- «Аналіз епічного твору в 5-у класі» (У співав. Гриф МОН України, 2007 р.)
- "Методика викладання літератури: Термінологічний словник (У співав. Гриф МОН України, 2011 р.)
- «Методика навчання української літератури в загальноосвітніх закладах» (Гриф МОН України, 2011 р.)
- «Література рідного краю» (У співав. 1994 р.)

Член редколегії й науковий консультант фахових видань:
- «Українська література в загальноосвітній школі»;
- «Зарубіжна література в школах України»;
- «Рідна мова»– квартальника українського вчительського товариства у Польщі.

Вів рубрики в журналі «Зарубіжна література в школах України»: «Методичні родзинки», «Громадський методичний словник», систематично друкує свої науково-методичні статті. Один із організаторів науково-методичного журналу «Вересень» Миколаївського ОІППО, перший його відповідальний секретар.

## Відзнаки
Відповідно до Указу Президента України від 04 жовтня 2013 року № 545 Ситченку А. Л. присвоєно звання «Заслужений діяч науки і техніки України».
- Відмінник освіти України (2003 р.)
- Грамоти Міністерства освіти і науки України (2002, 2005 рр.)
- Грамоту АПН України (2007 р.),
- знак МАН України «За наукові досягнення» (2006 р.),
- почесне звання «Лідер освіти Миколаївщини» (2009 р.),
- Подяку Прем'єр-Міністра України (2011 р.),
- заслужений діяч науки і техніки України (2013 р.).

Неодноразово перемагав у конкурсах університету й управління освіти і науки облдержадміністрації: наукових та навчально-методичних розробок (2004 р.), навчальних програм Малої академії наук (2007 р.), електронних посібників (2007 р.).
Постійно підвищує свій фаховий рівень, засвоїв курс лекцій професора, академіка РАО М. М. Поташника з особистісно зорієнтованої дидактики сучасного уроку «Урок ХХ1 століття»(2008 р.). Був науковим кореспондентом Інституту педагогіки НАПН України (2002—2007 рр.)